# Drothems församling
Drothems församling var en församling i Linköpings stift inom Svenska kyrkan i Söderköpings kommun. Församlingen uppgick 1 januari 2005 ingick i Söderköpings församling som 2010 uppgick i Söderköping S:t Anna församling.
Församlingskyrka var Drothems kyrka.

## Administrativ historik

Drothems församlings vapen.

Församlingen har medeltida ursprung under namnet Sankt Drotten eller Sankt Trinitatis som vid slutet av medeltiden ersattes av det nuvarande namnet.
Församlingen utgjorde till 1629 ett eget pastorat. Från 1629 till 1652 var församlingen annexförsamling i pastoratet Söderköping och Drothem som senast 1639 utökades med Skönberga församling. Från 1652 till 1962 utgjorde församlingen åter ett eget pastorat. Från 1962 till 2005 var församlingen annexförsamling i pastoratet S:t Laurentii, Skönberga och Drothem. Församlingen uppgick 2005 i en återbildad Söderköpings församling som sedan 2010 uppgick i Söderköping S:t Anna församling. Memsängen 1:1 överfördes 1978 till församlingen från Tåby församling.
Församlingskod var 058202.

## Kyrkoherdar
Lista över kyrkoherdar i Drothem. Prästbostaden låg i Söderköping vid Drothems kyrka. Mellan åren 1629 till 1652 var det endast hospitalssysslomän i församlingen då församlingen var annexförsamling i pastoratet Söderköping och Drothem. 
| Ämbetstid | Namn                         | Levnadstid | Övrigt                                 |
| --------- | ---------------------------- | ---------- | -------------------------------------- |
| 1409      | Nicolaus                     |            |                                        |
| 1410-1434 | Suno Magni                   |            | Curatus.                               |
| 1461      | Sone                         |            | Curatus.                               |
| 1476-1520 | Olavus Matthiae              | -1520      | Curatus.                               |
| 1520-1528 | Johannes Olavi               | -1528      |                                        |
| 1550      | Birgerus                     |            |                                        |
| 1593–1602 | Canutus Erici                |            |                                        |
| 1603–1619 | Johannes Hök                 | –1619      |                                        |
| 1621–1629 | Andreas Petri                | -1629      |                                        |
| 1652–1663 | Arvidus Olai Scheningensis   | 1609–1663  |                                        |
| 1664–1672 | Olavus Klase                 | 1610–1672  |                                        |
| 1673–1690 | Daniel Wigius                | 1622–1690  |                                        |
| 1692–1693 | Magnus Haquini               | 1625–1693  |                                        |
| 1695–1699 | Andreas Palmærus             | 1656–1699  |                                        |
| 1700–1712 | Olavus Printz                | 1667–1712  |                                        |
| 1713–1719 | Johannes Isopedius Holtzberg | 1677–1741  | Senare kyrkoherde i Åtvids församling. |
| 1719–1728 | Olof Granqvist               | –1728      |                                        |
| 1730–1763 | Samuel Wettelius             | 1687–1763  |                                        |
| 1766–1795 | Petrus Norænius              | 1716–1795  |                                        |
| 1796–1821 | Arvid Johan Wallbeck         | 1748–1821  | Kyrkoherde och kontraktsprost.         |
| 1823–1846 | Erik Ullvin                  | 1768–1846  |                                        |
| 1848–1859 | Carl Peter Jarchow           | 1804–1859  |                                        |
| 1861–1879 | Jean Wathier de Besche       | 1800–1879  |                                        |
| 1883-1903 | Johan August Ahlberg         | 1821-1903  |                                        |
| 1904-1920 | Carl Johansson               | 1844-1920  |                                        |
| 1920–1940 | Karl Torenfält               | 1886–1949  | Kontraktsprost.                        |

### Hospitalssysslomän
| Ämbetstid | Namn                           | Levnadstid | Övrigt                                           |
| --------- | ------------------------------ | ---------- | ------------------------------------------------ |
| 1287      | Ingeldus                       |            |                                                  |
| 1294      | Johannes                       |            |                                                  |
| 1344      | Ingulphus                      |            |                                                  |
| 1349      | Petrus                         |            |                                                  |
| 1361      | Niclis                         |            |                                                  |
| 1377      | Johan Puke                     |            |                                                  |
| 1380      | Henricus Johanssonius          |            |                                                  |
| 1410      | Olavus Botwidi                 |            |                                                  |
| 1436      | Ulpho Haraldi                  |            |                                                  |
| 1454      | Thorstanus Sunassonius         |            |                                                  |
| 1458      | Olavus Gregorii                |            |                                                  |
| 1463      | Joannes                        |            | Senare kyrkoherde i Skönberga församling.        |
| 1468-1475 | Gudmundus                      |            |                                                  |
| 1480      | Everdus                        |            |                                                  |
| 1495      | Magnus Svercheri               |            |                                                  |
| 1496      | Petrus Birgeri                 |            |                                                  |
| 1500      | Joannes Olavi                  |            | Senare kyrkoherde i församlingen.                |
| 1520      | Magnus                         |            |                                                  |
| 1634      | Hemmingius Erici               |            | Senare kyrkoherde i Västra Tollstads församling. |
| 1635–1645 | Sigfridus Jonae Gråberus       | -1645      |                                                  |
| 1645-1646 | Anders Thoresson               |            |                                                  |
| 1647-1649 | Oluff Ersson                   | -1649      |                                                  |
| 1648–1652 | Benedictus Laurentii Sundelius | –1676      | Senare kyrkoherde i Östra Ny församling.         |
| 1652      | Andreas Joannis                |            |                                                  |
| 1656-1667 | Jöns Nilson Alcidauts          |            |                                                  |
| 1667–1692 | Magnus Haquini                 | 1625–1693  | Senare kyrkoherde i församlingen.                |
| 1692-1711 | Udde Nordstrand                | 1659-1711  |                                                  |
| 1711-1716 | Andreas Laurentii Norlin       | -1716      |                                                  |
| 1716–1724 | Johan Wiman                    | 1687–1747  | Senare kyrkoherde i Tingstads församling.        |
| 1724–1737 | Andreas Björk                  | 1691–1751  | Senare kyrkoherde i Furingstads församling.      |
| 1737–1755 | Olof Haurelius                 | 1704–1774  | Senare kyrkoherde i Kimstads församling.         |
| 1757-1775 | Anders Lithzenius              | 1725-1775  |                                                  |
| 1776-1785 | Carl Johan Bergklint           | 1737-1785  |                                                  |
| 1786-1787 | Carl Johan Ollonberg           |            |                                                  |

## Organister
| Ämbetstid  | Namn                        | Levnadstid | Övrigt                |
| ---------- | --------------------------- | ---------- | --------------------- |
| 1695, 1703 | Pehr                        |            | Klockare              |
| 1709–1711  | Hans Nyman                  |            | Klockare              |
| 1712–1718  | Petter Adolphsson           |            | Klockare              |
| 1695–1712  | Oluf Andersson Krankenström | –1727      | Organist              |
| 1741–1771  | Magnus Kinbom               | -ca 1786   | Organist              |
| 1742–1765  | Arvid                       |            | Klockare              |
| 1766–1798  | Nils Styrlander             | 1741–1798  | Klockare              |
| 1798–1813  | Samuel Styrlander           | 1776–1839  | Klockare och organist |
| 1825–1836  | Jon Örwall                  | 1796–1836  | Klockare och organist |
| 1841–1870  | Anders Lundberg             | 1804–1870  |                       |
| 1881–1895  | Anders Johan Westerén       | 1838–      |                       |